# Филипп Агирский
Филипп из Агиры (итал. Filippo d'Agira; 40 или ок. 396, Фракия — 12 мая 103 или ок. 453, Агира) — «апостол Сицилии», святой католической и православной церквей, память 12 мая.

## Биография
Святой Филипп из Агиры, согласно Афанасию Александрийскому, родился в Каппадокии (совр. Турция) ок. 40 г. н. э. Согласно иным источникам, он родился в семье сирийца из Фракии около 396 года.
Святой Филипп — первый миссионер на Сицилии, почитается как просветитель жителей тех мест. Иногда его называют преподобным, иногда священномучеником, хотя сведений о его монашестве не имеется, а в ряде текстов прямо говорится о его мирной кончине.
Святой Филипп особо почитаем на Сицилии и на Мальте.

## Агиография

### Рождение
Святой Филипп родился во Фракии, в семье пожилых родителей, которые к тому моменту уже потеряли всех своих детей, которые были поглощены водами реки Сагари (Sagari) в день Воздвижения Креста Господня. Родители были вне себя от горя, они стали горячо молить Господа о даровании им ребёнка. Их молитвы были услышаны: женщине в сонном видении было сообщено, что у них родится сын, которого надо будет назвать Филиппом. Прошло девять месяцев, на свет появился младенец, их сердца наполнились радостью и благодарностью ко Господу.

### Учёба и рукоположение во диакона
Святой Филипп провёл юношеские годы, изучая Евангелие, и в возрасте 21 года был рукоположён во диакона. После этого он отправился в Рим, желая узнать этот город и его епископа, о котором он столько слышал от родителей, особенно от матери.

### Буря на море
По дороге в Рим корабль, на котором плыл святой Филипп, был застигнут бурей, и над ним, как и над другими пассажирами, нависла угроза погибнуть в потоках дождя. Тогда все обратились к св. Филиппу, дабы тот вознёс молитвы ко Господу о спасении. Благодаря этим молитвам, а также появлению апостола Петра в качестве кормчего, судно невредимым добралось до Рима. Здесь Филипп познакомился с Евсевием, монахом, знавшим латынь — язык, незнакомый св. Филиппу. Евсевий стал его спутником на всю жизнь.

### Св. Филипп в Риме. Новое назначение
Как только Филипп прибыл в Рим, он был позван Римским Папой, которому о его прибытии было сообщено в Божественном откровении. Папа предложил ему сослужить литургию как диакону. По возложении рук и преподании папского благословения св. Филипп стал произносить литургические тексты на латыни. Когда Филипп выразил желание говорить на латыни в ситуациях, не связанных с богослужением, папа помолился о нём ещё раз, и святой бегло заговорил на латыни. Тогда папа сам рукоположил св. Филиппа во священника и отправил его на Сицилию в Агирскую область, чтобы проповедовать местным жителям Евангелие и избавить их от демонов, обитавших на Этне. Понтифик собственноручно составил для Филиппа указ, подтверждающий, что святому вменено в обязанность бороться против демонических сил.
Филипп вместе с Евсевием отплыли на корабле, который довёз их до города Мессина на Сицилии. Филипп поднялся на гору, откуда мог видеть вершину вулкана Этна. Призывая имя Христово и прося заступничества апостола Петра, он изгнал оттуда бесов, которые покинули это место с громкими сетованиями. Впоследствии возложением рук святой изгнал бесов из более чем 400 одержимых. Он построил на острове множество церквей. Филипп боролся с суеверным обычаем, предписывавшим родственникам умерших приносить дары на кладбище, чтобы обеспечить им покой.
Скончался мирно, достигнув возраста 63 лет. Над его могилой был построен монастырь Святого Филиппа Агирского, ставший одним из самых известных центров византийского монашества на Сицилии.